# فاسكو نونيز
فاسكو نونيز (بالبرتغالية: Vasco Nunes‏) هو مخرج برتغالي، ولد في 13 ديسمبر 1974 في لشبونة في البرتغال، وتوفي في 11 مارس 2016 في لوس أنجلوس في الولايات المتحدة.

## وصلات خارجية
- فاسكو نونيز على موقع IMDb (الإنجليزية)
- فاسكو نونيز على موقع ألو سيني (الفرنسية)
- فاسكو نونيز على موقع قاعدة بيانات الفيلم (الإنجليزية)
- فاسكو نونيز على موقع كينوبويسك (الروسية)